# Oyesade Olatoye
Oyesade „Sade“ Adetola Olatoye (* 25. Januar 1997 in Dublin, Ohio) ist eine nigerianische Kugelstoßerin und Hammerwerferin, die auch die US-amerikanische Staatsbürgerschaft besitzt und bis 2019 für die Vereinigten Staaten an den Start ging.

## Sportliche Laufbahn
Erste internationale Erfahrungen sammelte Oyesade Olatoye 2016 bei den U20-Weltmeisterschaften in Bydgoszcz, bei denen sie im Hammerwurf mit 58,52 m in der Qualifikation ausschied. 2019 nahm sie für Nigeria an den Afrikaspielen in Rabat teil und siegte dort mit 16,61 m im Kugelstoßen und gewann mit dem Hammer mit einer Weite von 63,97 m die Bronzemedaille hinter der Burkinerin Lætitia Bambara und Temi Ogunrinde aus Nigeria. Die Medaillen wurden ihr nachträglich aber wieder aberkannt, da sie zu diesem Zeitpunkt noch nicht international für Nigeria an den Start gehen durfte. Im Kugelstoßen startete sie im Oktober bei den Weltmeisterschaften in Doha, verpasste dort aber mit 16,97 m den Finaleinzug. 2022 siegte sie dann bei den Afrikameisterschaften in Port Louis mit einem Wurf auf 63,67 m mi dem Hammer. Anschließend schied sie bei den Weltmeisterschaften in Eugene mit 65,71 m in der Qualifikationsrunde aus und belegte dann bei den Commonwealth Games in Birmingham mit 66,80 m den vierten Platz.
2023 schied sie bei den Weltmeisterschaften in Budapest mit 66,92 m in der Qualifikationsrunde aus. Im Jahr darauf gewann sie bei den Afrikaspielen in Accra mit 68,92 m die Bronzemedaille im Hammerwurf hinter den Algerierinnen Zahra Tatar und Zouina Bouzebra und im Kugelstoßen musste sie sich mit 16,61 m nur der Südafrikanerin Ashley Erasmus geschlagen geben. Im Juni gewann sie bei den Afrikameisterschaften in Douala mit 67,72 m die Silbermedaille hinter der Algerierin Zahra Tatar. Anschließend verpasste sie bei den Olympischen Sommerspielen in Paris mit 66,41 m den Finaleinzug.
2021 wurde Olatoye nigerianische Meisterin im Kugelstoßen sowie 2022 und 2024 im Hammerwurf.

## Privat
Ihr Bruder Deji Olatoye war als Cornerback in der National Football League (NFL) aktiv und spielte im Super Bowl LI für die Atlanta Falcons.

## Persönliche Bestleistungen
- Kugelstoßen: 17,88 m, 6. Juni 2019 in Austin
- Hammerwurf: 71,88 m, 1. Juni 2024 in Rathdrum